# André-Paul Weber

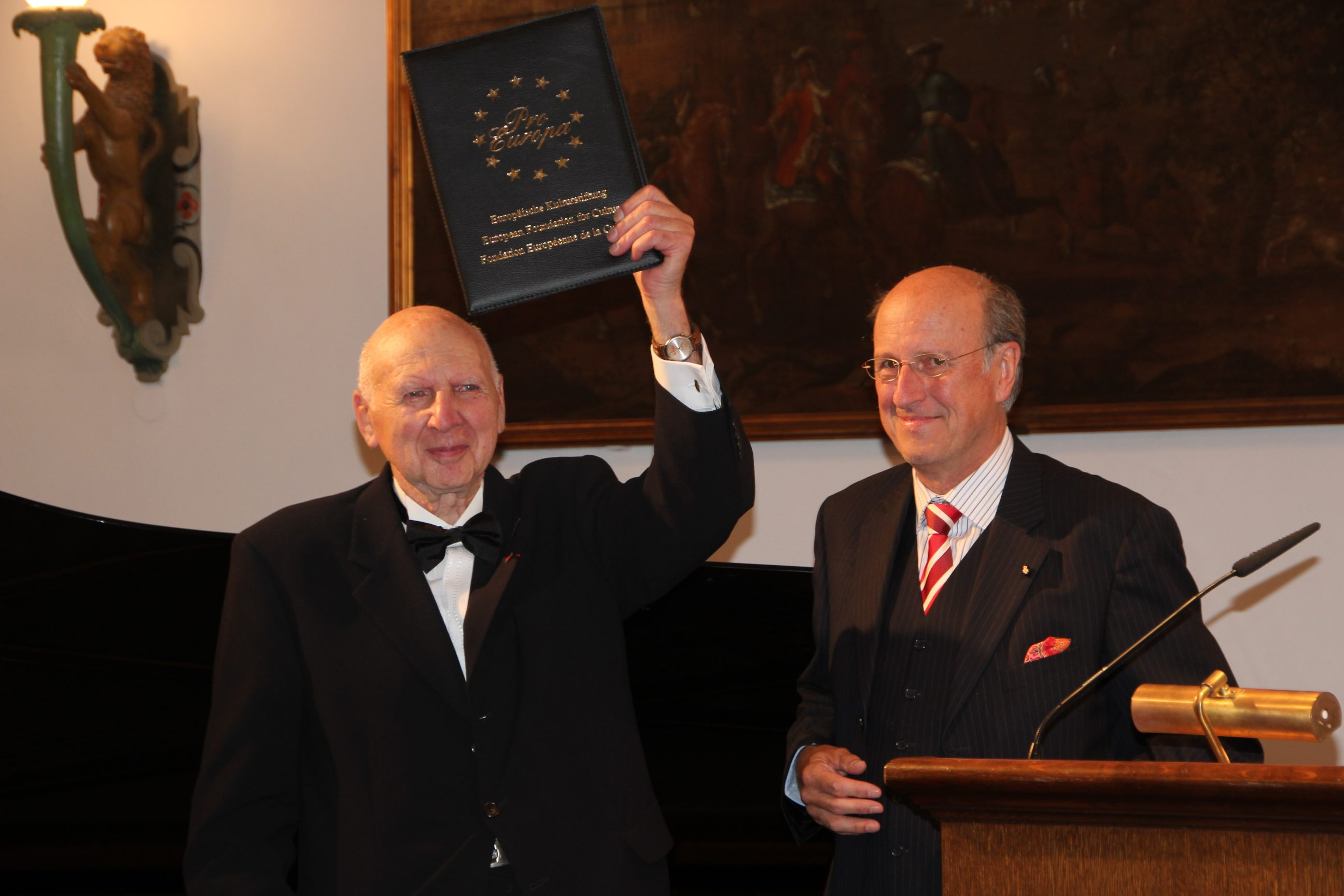
André-Paul Weber (links) mit Wilderich von Droste zu Hülshoff bei der Verleihung des „Deutsch-Französischen Preises für kulturelle Kommunikation“ der Stiftung „Pro Europa“ im Historischen Kaufhaus in Freiburg im Breisgau

André-Paul Weber (* 26. November 1927 in Mulhouse; † 3. Juli 2016) war ein elsässischer Regionalpolitiker, Unternehmenschef und Schriftsteller.

## Leben
Geboren als Sohn des Unternehmens-Geschäftsführers Paul Weber und der Marie-Anne Uhl besuchte er das Lyceum in Mulhouse, als er 1943 von der deutschen Wehrmacht zur Flak und dann zum Reichsarbeitsdienst zwangseingezogen wurde und gehörte damit zur Gruppe der ca. 100.000 so genannten Malgré-nous aus diesem Gebiet, bevor er sich der französischen Befreiungsbewegung La Libération anschloss. Anschließend erwarb er eine Lizenz in Rechtswissenschaften und studierte Wirtschaftspolitik an der Universität Straßburg. Dort war er Präsident des Foyers der katholischen Studentenschaft, war journalistisch tätig und gründete die Theatergruppe La Polyandre. 1950 gründete er in Straßburg die Academie des marches de l'Est. Er war verheiratet mit Charlotte Elisabeth Berger und hatte vier Kinder.

## Berufliches Wirken
1951 gründete Weber in Mulhouse das Unternehmen Cranvrest, war dann kurz parlamentarischer Mitarbeiter von Joseph Wasmer, bevor er 1954 Generalsekretär der Ecole de Filature, de Tissage et de Bonneterie (die später in der Universität des Oberelsass aufging) in Mulhouse wurde. 1957 trat er in das Unternehmen Sappel ein, das u. a. Wasserzähler herstellte, begründete dessen Unternehmenssitz in St. Louis und war dessen Präsident und Generaldirektor bis zu seinem Rückzug 1987. In der Industrie- und Handelskammer von Mulhouse leitete er den Ausschuss für die Häfen und Verkehr, was die Gründung des Rheinhafens von Huningue ermöglichte. Von 1987 bis 1998 war Weber Präsident der Fluglinie Alsavia. Er bekleidete weitere Funktionen in regionalen Banken und regionalen wie grenzüberschreitenden Wirtschaftsorganisationen. Ab 2004 war Weber Präsident des Conseil de Développement du pays de Saint-Louis et des Trois Frontières.

## Politisches Wirken
Von 1965 bis 2001 war Weber Präsident des „Syndicat intercommunal pour la promotion économique et social de la région des Trois Frontières“ (SIPES). Von 1967 bis 1992 vertrat er den Kanton Huningue im Generalrat (Frankreich) des Départements Haut-Rhin, dessen Vizepräsident er von 1972 bis 1992 war. 1986 wurde er in den elsässischen Regionalrat gewählt, dessen Kommission für europäische Angelegenheiten er leitete. Er leitete auch dessen Abordnung, der es in Russland gelang, die Liste der elsässischen Zwangseingezogenen des Zweiten Weltkrieges (in Frankreich malgré-nous genannt), die in Tambow bestattet sind, zu erhalten.

## Grenzüberschreitende Zusammenarbeit
Weber war Vizepräsident und Mitgründer der für die grenzüberschreitende Zusammenarbeit gebildeten Regio du Haut-Rhin und gilt als „Vater“ der Palmrainbrücke zwischen Weil am Rhein und Huningue. Als Vorsitzender des zuständigen Ausschusses des Regionalrats des Elsass war er Mitglied von politischen Gremien der grenzüberschreitenden Zusammenarbeit an Oberrhein, Hochrhein und Bodensee. Er war Mitgründer des Europäischen Kulturforums in Straßburg und Vizepräsident des europäischen Begegnungszentrums in Lucelle (Haut-Rhin).

## Auszeichnungen
André-Paul Weber war u. a. Ritter der Ehrenlegion und Inhaber der Palmes académiques. Er war Träger des Bundesverdienstkreuzes am Bande, Großoffizier des Ritterordens vom Heiligen Grab von Jerusalem. 2007 erhielt er in Straßburg den europäischen Kulturpreis der privaten Stiftung „Pro Europa“., 2014 erhielt er im Historischen Kaufhaus in Freiburg den „Deutsch-Französischen Preis für kulturelle Kommunikation“ der Stiftung „Pro Europa“ als „Brückenbauer zwischen Menschen, Regionen und Staaten und als Fackelträger des europäischen Geistes am Oberrhein“; die Laudatio hielt Wilderich von Droste zu Hülshoff, der sagte, dass Weber „wie ein Monument in die heutige Zeit hineinrage“.

## Schriftstellerisches Wirken
André-Paul Weber war Autor u. a. von politischen und belletristischen Schriften über das Elsass, er hat auch in deutscher Sprache publiziert:
- Jeter un pont entre les hommes (Autobiografie). Strasburg 2007, ISBN 978-2-914729-56-7.
- Quo vadis Europa – wohin treibt Europa? – vom Abgrund zur Apokalypse. 2012, ISBN 978-2-84960-331-4.
- Les hommes de 15 Ans (Roman)
- Les blés de Troisfontaine (Gedichte)
- Patchwork (Schwere und leichte Schriften)
- Elucidarius (Roman)
- Autour de l'Asperge
- L'Asperge sans frontières/Spargel ohne Grenzen 1995.
- Les recettes de la confrérie
- Tel le Nordet (Roman)
- Le Pélican. Testament de Léon IX (Historische Erzählung) Editions Roland Hirle, Strasbourg 2001.
- Conseiller du Grand Mufti (Historische Erzählung)
- Le Caravage de Lucelle (Historische Erzählung)
- Le Maître de Vauban Daniel Specklin (Historische Erzählung)

Adolf Schmidt schrieb 2013 über Weber's Werk „Le pelican“:
„Andre Weber verfolgt sorgenvoll die weitere Entwicklung der christlichen Welt, das „Schisma“ zwischen Orient und Okzident, formuliert dabei viele Hoffnungen auf neue Einsicht des Christentums. Es müssten Wunder geschehen, sagt Andre Weber. Wunder – wie der Fall der Berliner Mauer, die neue Freundschaft zwischen Frankreich und Deutschland“.